# Бостонський кремовий пиріг
Бостонський кремовий пиріг (англ. Boston cream pie) — американський десерт, торт, що складається з двох бісквітних коржів, прошарованих заварним кремом і политий шоколадною глазур'ю.
Свою назву десерт отримав у часи, коли на тих самих сковородах готували торти та пироги, причому ці слова використовувалися як синоніми. У другій половині XIX століття цей тип торта називався «кремовий пиріг», «шоколадний кремовий пиріг» або «торт із заварним кремом».

## Історія
Як стверджують власники готелю Parker House (найстарший діючий готель у Сполучених Штатах, відкрився 8 жовтня 1855 року), бостонський кремовий пиріг був створений в готелі в 1881 році французьким шеф-кухарем Рейлін, який керував кухнею з 1815 року. Прямий нащадок ранніх пирогів, відомих як Американський пудинг-пиріг, і Вашингтонський пиріг, десерт називався шоколадним кремовим пирогом, шоколадним кремовим пирогом Parker House і, нарешті, бостонським кремовим пирогом у меню Parker House. Торт складався з двох шарів французького бісквіта з маслом, наповнених густим заварним кремом та змазаним ромовим сиропом; його бічна сторона була покрита тим самим заварним кремом із підсмаженим нарізаним мигдалем, а верхня частина — шоколадною помадкою. Хоча в той час, можливо, існували й інші торти із заварним кремом, випічка з шоколадом як глазур'ю була новинкою, що зробило торт унікальним, а також популярним вибором в меню.

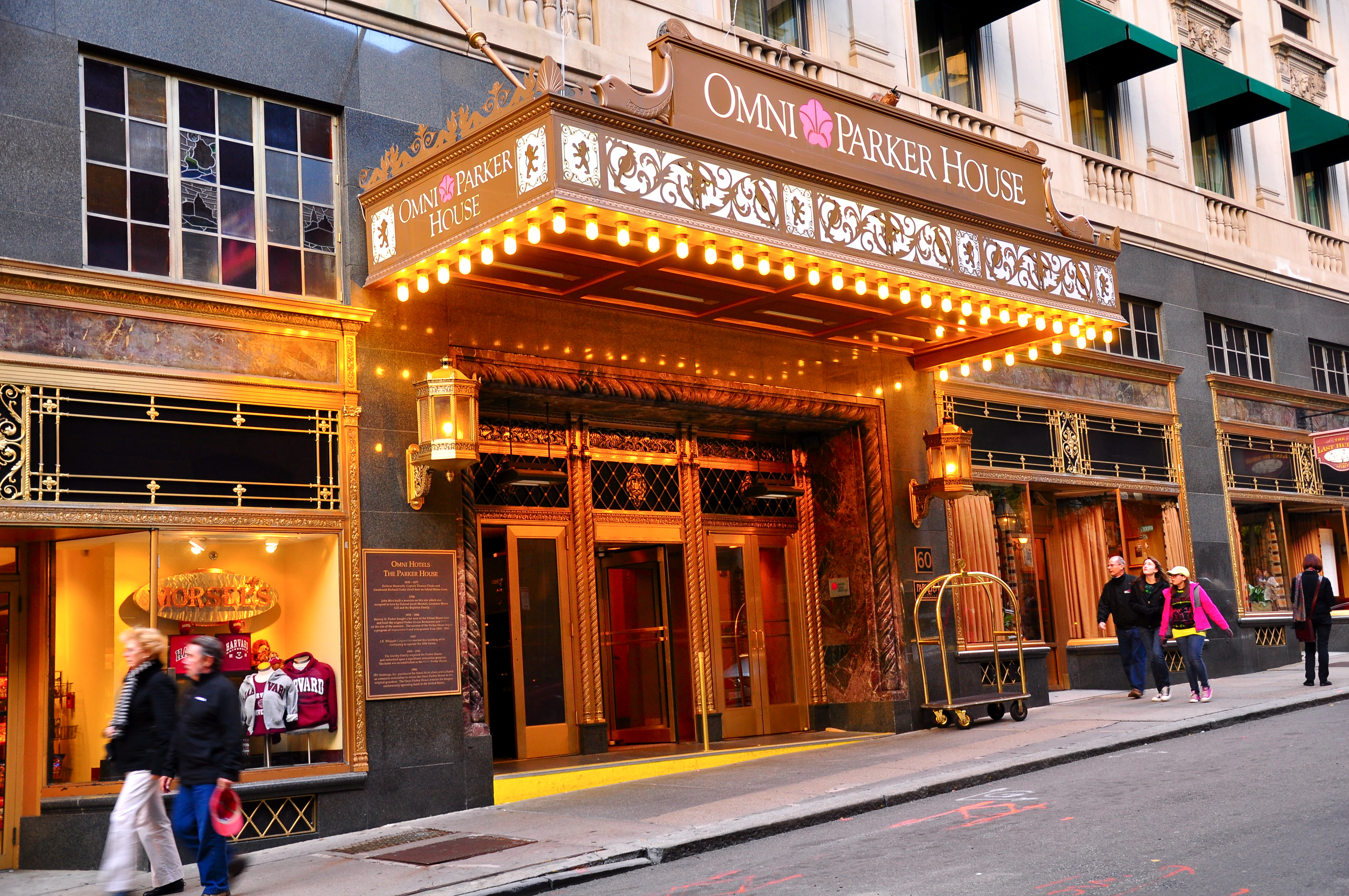
Готель Омні Паркер Хаус у жовтні 2010 року

Назва «шоколадний кремовий пиріг» уперше з'явилася в «Альманасі методистів» (Methodist Almanac) у 1872 році. Термін «Бостонський кремовий пиріг» уперше був надрукований у «Книзі рецептів зі скоб'яної лавки» (Granite Iron Ware Cook Book) у 1878 році й озаглавлений як «Шоколадно-кремовий пиріг».
Бостонський кремовий пиріг — офіційний десерт штату Массачусетс, оголошений таким 12 грудня 1996 року.

## Варіанти
Бостонський кремовий пончик — берлінський пончик, заповнений ванільним заварним кремом або кремом патісьєр (crème pâtissière), і покритий топінгом із шоколаду. Цей пончик можна знайти в різних ресторанах, у тому числі в Dunkin' Donuts.
Тайваньська версія Бостонського кремового пирога, це шифоновий бісквіт, але без шоколаду, що нагадує китайські хлібобулочні вироби.

## У мистецтві
У романі Айри Левін «Дитина Розмарі» (1967) головна героїня на вечері в Кастіветів пробує саме Бостонський кремовий пиріг, після чого їй стає зле і вона вагітніє дияволом.